# Охотніков Сергій Борисович
Сергій Борисович Охотніков (нар. 1948, Уральськ, Казахська РСР, СРСР) — археолог, кандидат історичних  наук.

## Біографія
Сергій Борисович Охотніков народився в казахстанському місті Уральськ, що тоді входило до складу Казахської РСР СРСР. З 1953 року проживає в Одесі.
Закінчив історичний факультет Одеського державного університету імені І. І. Мечникова у 1973 році.
Більше 40 років працював в Одеському археологічному музеї Національної Академії наук України на посаді від лаборанта до заступника директора з наукової роботи. Захистив кандидатську дисертацію на тему «Населені пункти Нижнього Придністров'я від VI—V століть до н. е.».
Від 1991 року — Голова Одеського археологічного товариства.

## Наукова діяльність
Область інтересів — антична археологія, підводна археологія.
Автор понад 120 наукових робіт і 4 монографіїю
Експедиції, в яких він працював: Ольвія, Ніконій, острів Березань, античні поселення на Дністрі (Надлиманське), розкопки курганів межиріччя Дністра і Дунаю, острів Зміїний, Тіра.

### Наукові праці
- (рос.)Нижнее Поднестровье в VI—V вв. до н. э. — К., Наукова думка, 1990, 88 с.
- (рос.)Ахилл переселяется на Понт . // Есть город у моря — Научно-популярное издание. — Одесса, «Маяк», 1990. (соавтор А. С. Островерхов).
- (рос.)Святилище Ахилла на острове Левке (Змеиный) . // К., Наукова думка — 1993.- 140 с., (соавтор А. С. Островерхов).
- (рос.)Греческие колонии Нижнего Поднестровья — Одесса, 2000. — 56 с. (соавторы Л. В. Субботин, А. С. Островерхов, Е. Ф. Редина).
- (рос.)О земледелии архаических поселений Нижнего Поднестровья . — ПДКСП, К., Наукова думка, 1979, с. 55 — 60.
- (рос.)Скифское погребение Нижнего Поднестровья . — ДСЗП, Киев, Наукова думка, 1981, с. 102—116 (соавтор Субботин Л. В.)
- (рос.)Археологический комплекс из поселения Надлиманское III в Нижнем Поднестровье — АПСЗП, К., Наукова думка, 1982, — с.123—131.
- (рос.)Находки амфор в Чёрном море // Новые археологические открытия на Одессчине. К., Наукова думка, 1984, — с. 97—101.
- (рос.)Остров Левка (Змеиный) Итоги и задачи исследования // Проблеми історії та археології давнього населення Української РСР. — Тези доповідей XX Республіканської конференції. Одеса, жовтень 1989. — К.: Наукова думка, 1989. — С.163—164 (coauthor А. С. Островерхов).
- (рос.)О некоторых мотивах звериного стиля на памятниках из собрания Одесского археологического музея // ВДИ. — 1989. № 2. — С.50 — 67 (соавтор А. С. Островерхов).
- (рос.)Остров Левке (Змеиный) и некоторые проблемы античного мореплавания в северо-западной части Чёрного моря // Проблемы археологии Северного Причерноморья (К 100-летию основания Херсонского музея древностей). — Тезисы докладов юбилейной конференции. — Ч. 2. — Херсон, 1990 — C.54—55.
- (рос.)Остров Змеиный в системе морских сношений античности и средневековья // Международные отношения в бассейне Чёрного моря в древности и средние века // Тезисы докладов V областного семинара Старочеркасска — Ростов-на-Дону, 1990, с. 8—9.
- (рос.)Подводные исследования у острова Змеиного . // Изучение памятников морской археологии.- Вып. 3.- СПб., 1998. С.75—79.